# Refugium
In biologia un refugium (plurale: refugia) è un'area di una popolazione isolata o un residuo di specie una volta più estesa.
Questo isolamento (allopatria) può essere dovuto ai mutamenti climatici o attività umane come la deforestazione e la caccia eccessiva. Attuali esempi di specie incluse nei refugia sono i gorilla di montagna, isolati dalle specifiche montagne nell'Africa centrale, e il leone marino australiano, isolato dalle spiagge di riproduzione nell'Australia meridionale a causa della caccia eccessiva. Questo isolamento, in molti casi, può essere visto come uno stato soltanto temporaneo; tuttavia, alcuni refugia possono persistere per molto tempo, perciò essi hanno molte specie endemiche, non esistenti altrove, le quali sopravvivono come popolazioni residue.
Alcune antiche popolazioni umane possono essere state costrette nei refugia glaciali, piccole aree isolate nella zona dei ghiacciai continentali, durante l'ultima era glaciale. Alcuni esempi comprendono la Beringia, il refugium dell'LGM Ucraino e le tre penisole iberica, italiana, balcanica.

## Speciazione
Jürgen Haffer per primo propose il concetto di refugia per spiegare la diversità biologica delle popolazioni di uccelli nel bacino amazzonico. Haffer suggerì che il mutamento climatico nel tardo Pleistocene portò a ridurre le riserve di foreste abitabili dove le popolazioni diventano così allopatriche. Con il tempo, ciò condusse alla speciazione, vale a dire che popolazioni di differenti refugia delle stesse specie evolveranno differentemente, creando specie affini parapatriche. Non appena il Pleistocene terminò, le condizioni aride diedero impulso all'ambiente umido delle attuali foreste pluviali, riconnettendo i refugia.
Questo tipo di speciazione è stato da allora in poi esteso ed utilizzato per spiegare i modelli di popolazione in altre aree del mondo, come Africa e Nord America. Teoricamente, i modelli biogeografici attuali possono essere usati per dedurre i refugia del passato: dove molte specie irrelate seguono modelli di variazione simultanea, è probabile che la zona possa essere stata un refugium. Ma questo modello di speciazione è ancora altamente controverso.